# Świerże (gmina)

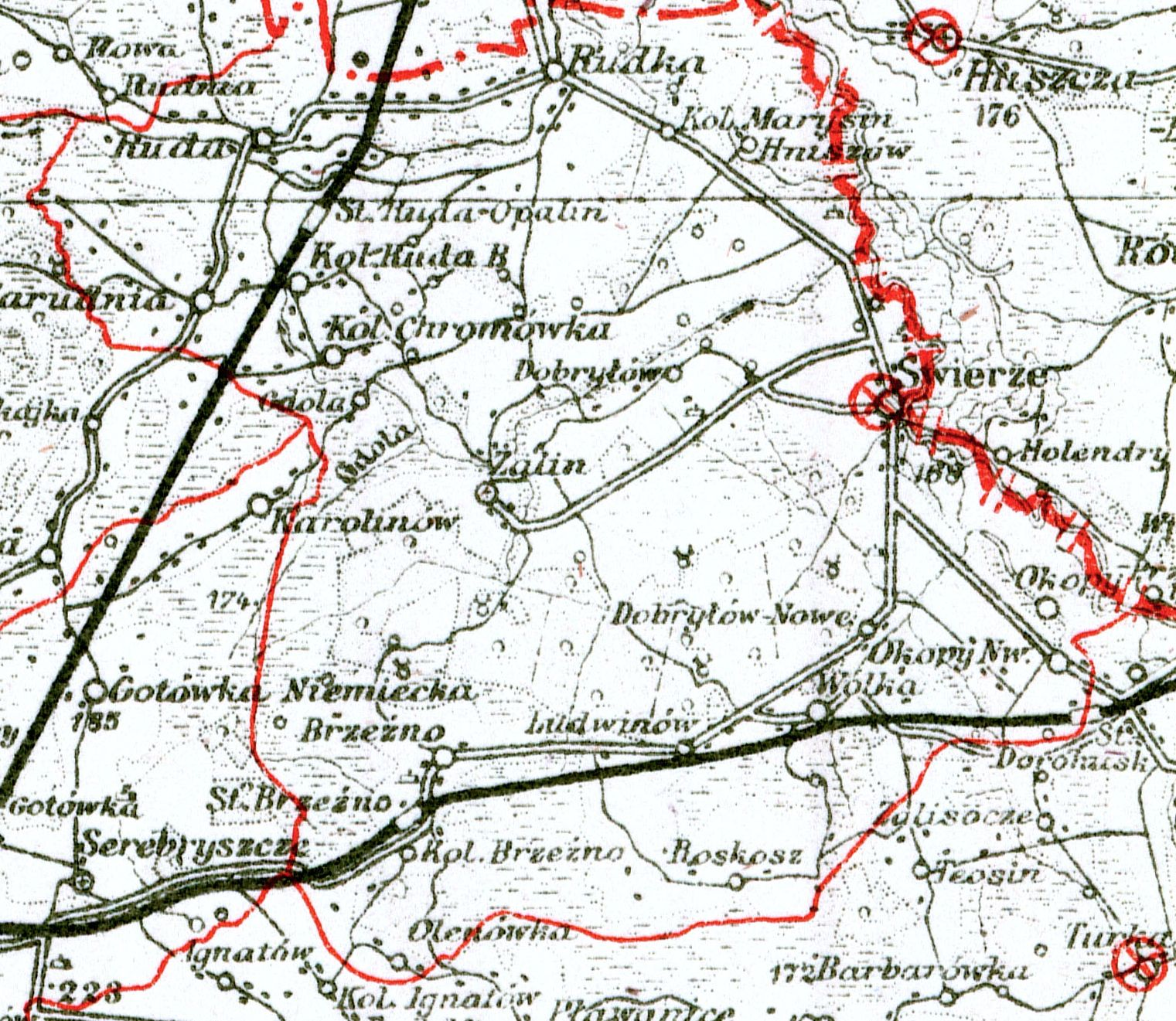
Gmina Świerże na mapie administracyjnej Rzeczypospolitej z 1937 r.

Świerże – dawna gmina wiejska istniejąca w latach 1867–1954 na Lubelszczyźnie. Siedzibą gminy było Świerże.
Gmina Świerże powstała w 1867 roku w Królestwie Kongresowym a po jego podziale na powiaty i gminy z początkiem 1867 roku weszła w skład w powiatu chełmskiego w guberni lubelskiej (w latach 1912–1915 jako część guberni chełmskiej).
W 1919 roku gmina weszła w skład woj. lubelskiego. W 1924 roku w skład gminy wchodziły:Brzeziny kol.; Brzezińskie Towarzystwo kol.; Brzeźno wieś, kol., stacja kolejowa; Chełmskie Towarzystwo kol.; Chromówka kol.; Dobryłów wieś, folwark, Dorohusk stacja kolejowa, Gdola wieś; Gliny kol.; Hniszów wieś, kol.; Jamne kol.; Kępa kol.; Ludwinów wieś; Marysin kol., Okopy wieś, kol.; Olenówka kol.; Rozkosz kol.; Ruda wieś, kol.; Ruda A kol.; Ruda B kol.; Ruda (Huta) kol.; Rudka wieś; Rudka-Opalin stacja kolejowa; Serebrzyskie Towarzystwo kol.; Stefanowskie Towarzystwo kol.; Świerże wieś, kol., folwark, osada miejska; Wólka Okopska wieś; Zamieście folwark; Zarudnia kol.; Zielone Grądy osada leśna; Żalin wieś.. Do 1933 roku ustrój gminy Świerże kształtowało zmodyfikowane prawo zaborcze. Podczas okupacji gmina należała do dystryktu lubelskiego (w Generalnym Gubernatorstwie). 
Według stanu z dnia 1 lipca 1952 roku gmina Świerże składała się z 29 gromad. Jednostka została zniesiona 29 września 1954 roku wraz z reformą wprowadzającą gromady w miejsce gmin. Po reaktywowaniu gmin z dniem 1 stycznia 1973 roku gminy Świerże nie przywrócono a jej obszar wszedł w skład gminy Dorohusk oraz gminy Ruda-Huta.